# Euforie
Euforie je lékařsky uznaný duševně/emoční stav definován jako subjektivní pocit velké (obvykle přehnané) radosti, štěstí a tělesné či psychické pohody. Technicky je euforie afekt; termín je však často hovorově používán k definování emoce jako intenzivního stavu mimořádného štěstí kombinovaného s ohromným pocitem psychické pohody. Slovo euforie pochází z řeckého εὐφορία. Euforie je obecně považována za zveličený stav, vyplývající z abnormálního psychického stavu navozeného či nenavozeného farmaceutiky a zpravidla jí není dosahováno při běžné lidské činnosti. Výjimku tvoří některé přirozené druhy chování, jako například aktivity vedoucí k orgasmu či triumf atletů, které mohou navodit stav euforie. Euforie je rovněž zmiňována v souvislosti s některými náboženskými a duchovními rituály a meditacemi.
Uměle vyvolaná euforie může být kromě farmaceutik vyvolaná požitím některých drog, euforiantů. Může však být i symptomem psychiatrických či neurologických poruch.